# Kanton Argenteuil-3
Der Kanton Argenteuil-3 ist seit 2015 ein französischer Wahlkreis für die Wahl des Départementrats im Arrondissement Argenteuil, im Département Val-d’Oise und in der Region Île-de-France; sein Bureau centralisateur befindet sich in Argenteuil.

## Gemeinden
Der Kanton besteht aus zwei Gemeinden und Gemeindeteilen mit insgesamt 69.555 Einwohnern (Stand: 1. Januar 2022) auf einer Gesamtfläche von 6,12 km²:
| Gemeinde            | Einwohner 1. Januar 2022 | Fläche km² | Dichte Einw./km² | Code INSEE | Postleitzahl |
| ------------------- | ------------------------ | ---------- | ---------------- | ---------- | ------------ |
| Argenteuil          | 35.241                   | 1,96       | 17.980           | 95018      | 95100        |
| Bezons              | 34.314                   | 4,16       | 8.249            | 95063      | 95870        |
| Kanton Argenteuil-3 | 69.555                   | 6,12       | 11.365           | 9503       | –            |

1. ↑   Nur der südwestliche Teil der Gemeinde, der Rest verteilt sich auf die Kantone Argenteuil-1 und Argenteuil-2.